# Deadpool (videojuego)
Deadpool es un videojuego de acción-aventura de disparos en tercera persona hack & slash basado en el personaje de Marvel Comics del mismo nombre. Fue desarrollado por High Moon Studios y publicado por Activision para PlayStation 3, Windows, y Xbox 360 en junio de 2013. Escrito por Daniel Way, la historia del juego sigue a Deadpool mientras une fuerzas con los X-Men y Cable para frustrar el último esquema de Señor Siniestro, metiendo en numerosas aventuras cómicas en el camino. De manera similar a otros medios con el personaje, el juego incluye humor autorreferencial y numerosos descansos de la cuarta pared.
Tras su lanzamiento, el juego recibió críticas mixtas, siendo elogiado por su humor y elementos de la trama, mientras que fue criticado por sus deficiencias en su jugabilidad. Deadpool, junto con la mayoría de los otros juegos publicados por Activision que habían utilizado la licencia de Marvel, fue retirado de la lista y eliminado de todas las tiendas digitales en 2014. A partir del 15 de julio de 2016, el juego se puso a disposición para su compra de nuevo en Steam, así como en el contenido descargable de PlayStation Store, pero solo en los mercados de EE. UU. El juego fue relanzado el 18 de noviembre de 2015 en PlayStation 4 y Xbox One para coincidir con el lanzamiento de la película de 2016 basada en el personaje. El 16 de noviembre de 2017, el juego fue eliminado una vez más de los escaparates digitales debido a problemas de licencia.

## Jugabilidad
Deadpool es un videojuego de acción hack and slash de disparos en tercera persona. La jugabilidad consiste principalmente en luchar contra enemigos con armas cuerpo a cuerpo y pistolas, y Deadpool puede acceder a nuevos combos a medida que avanza en la historia y obtiene puntos de mejora. El juego rompe frecuentemente la cuarta pared al permitir que Deadpool interactúe verbalmente con el jugador según su habilidad y progreso.
Por defecto, Deadpool está armado con dos pistolas y espadas, pero también tiene acceso a martillos gigantes, pistolas láser, y una gama de otras alternativas. Un corto alcance de movimientos de teletransportación son posibles también. Cuando se deshace lentamente mientras sufre daños, los jugadores deben evitar daños mayores con el fin de recuperarse. El juego también cuenta con varios segmentos de sigilo, donde Deadpool puede eliminar enemigos silenciosamente con sus armas cuerpo a cuerpo o pistolas, aunque las muertes "sigilosas" con armas alertarán inmediatamente a todos los enemigos cercanos.

## Trama
El exescritor de Deadpool Daniel Way escribió el guion junto con High Moon Studios. La meta-historia se centra en Deadpool secuestrando a los empleados de High Moon Studios y obligándolos a hacer "el juego más genial protagonizado por él mismo", contratando a Nolan North como su actor de voz en el proceso. La historia del juego se desarrolla con Deadpool aceptando una misión para asesinar a Chance White (no sabe por qué lo aceptó, ya que se limita a seguir la parte del guion del juego que él se molestó en leer), un magnate corrupto de los medios cuyo canal de televisión produce programación de tal calidad como "Saltar el tiburón", en que las celebridades deben saltar literalmente sobre un tanque de agua que contiene un gran tiburón blanco voraz. Deadpool asalta la sede de medios de White, asesina a los guardias allí, y se arroja a sí mismo y White por una ventana y a las cloacas (gastando el presupuesto del juego en el proceso). Sin embargo, White es salvado por Mister Sinister, y su equipo, que luego lo mata después de confirmar que tiene los satélites de White bajo su control. Deadpool está molesto porque perdió su contrato y desea vengarse de Siniestro.
Siniestro escapa y Deadpool se encuentra con Wolverine, Rogue, Psylocke y Domino de los X-men. Los X-men pretende seguir a Mister Sinister a Genosha, pero Deadpool insiste en volar el avión y lo estrella, dejándolos a todos inconscientes, excepto a él mismo (a pesar de los intentos de Deadpool de despertar a Wolverine al abofetearle repetidamente). Mientras recorre Genosha, Deadpool se encuentra con Cable, que ha llegado del futuro para asegurarse de que el plan de Siniestro no tenga éxito. Él intenta informarle a Deadpool al respecto, pero este último se aburre tanto con el discurso que se dispara a sí mismo para evitar escucharlo. Deadpool, al despertarse, se encuentra apuñalado con un mensaje de Cable en el que pide reunirse de nuevo con él y así "conocer a la fanática escultural de enormes pechos que además afirma ser su más ferviente admiradora", convenciendo a Deadpool de reagruparse con Cable.
Luego de descubrir el engaño de Cable, los dos acaban con varios guardias que resguardan una imponente torre, entonces Cable debe volver al futuro para revisar si estas acciones lo han cambiado, ordenándole a Deadpool que se quede quieto hasta que vuelva. Pero Deadpool se rehúsa a recibir órdenes de otro en su propio videojuego, así que se infiltra en la torre de seguridad, desatando accidentalmente el apocalipsis magnético, aunque consigue detenerlo y descubrir que dentro de la torre está Siniestro, a quien mata, dando por concluido el juego.
Sin embargo Cable regresa para revelarle que solo mató a un clon de Siniestro, cosa que a Deadpool le importa poco, insistiendo en que ya acabó el juego y solicitando que aparezcan los créditos para poder ir a comer tacos. Lo que Cable aprovecha para motivarlo, pues lo convence de que el plan de Siniestro es destruir su restaurante de tacos favorito y luego a todos los tacos en el mundo, lo que preocupa seriamente a Deadpool, quien se decide a detenerlo, para lo cual le pide a Cable que reconfigure un pie de Sentinel para convertirlo en una plataforma saltarina con un cañón, con la que pretende llegar hasta la ciudadela de Magneto, aunque en el trayecto Deadpool accidentalmente causa que el pie falle y choca con Rogue en medio del aire, encargándose ella de sostener el pie mientras Deadpool se deshace de más guardias, pero los poderes de Rogue se desvanecen y es secuestrada por Blockbuster, mientras que Deadpool es aplastado por el pie que Rogue soltó al caer, luego de recuperar su brazo (de boca de su fiel perro, que inexplicablemente apareció allí) y reacomodarse la cabeza Deadpool va a salvar a Rogue, esperando hacer que con ello se enamore de él.
Después de enfrentarse a una fascinante alucinación en la que está rodeado de hermosas mujeres en bikinis y matar a otro clon de Siniestro, y Blockbuster, Deadpool rescata a Rogue, quien está malherida, así que la besa para dejarla absorber sus poderes curativos (esto brevemente le permite a Rogue obtener las dos personalidades y tendencias homicidas de Deadpool, tomando para sí su máscara), extenuado por el efusivo beso de Rogue, Deadpool la ve batallando con más guardias e intenta ayudarla arrojando una granada, pero nuevamente aparece su perro para atrapar la granada y devolvérsela. Con la explosión Deadpool muere brevemente y se une con su amor, la Muerte, en un baile groovie. La Muerte le explica que Siniestro ha estado exhumando cuerpos mutantes para obtener sus ADNs únicos y necesita que Deadpool la ayude a recuperar esas almas que sufren. Deadpool acepta y revive, donde de nuevo se reúne con Cable, quien contiene a más guardias mientras Deadpool se hace de tres estatuas para liberar a los espíritus de los mutantes, luego de lo cual la Muerte le agradece, pero le recuerda que no pueden estar juntos, pues Deadpool sigue estando vivo, aunque quizá algún día deje de estarlo. 
Más tarde, después de reunirse con Wolverine en Genosha, Deadpool prepara el camino para viajar más lejos en la ciudadela, llegando a un atrio en el que marca una gran equis roja, para luego derrotar a más clones de Blockbuster, de Vértigo y de Arclight, y a un grupo de clones de Mister Sinister. Con lo que el verdadero Mister Sinister reaparece y, tras vencer a la Patrulla X, Deadpool lo mata al aplastarlo con el pie de Sentinel. Deadpool se pregunta si ese Mister Sinister era el verdadero, a lo que Cable contesta levantando el pulgar y aparecen los créditos finales. Como Deadpool está contento por el resultado del juego, High Moon le llama y admite que en realidad no había agotado el presupuesto del juego, lo cual Deadpool procede a hacer de verdad creando explosiones continuas durante los créditos.

## Desarrollo
Deadpool fue anunciado por primera vez en el San Diego Comic Con de 2012. Sin embargo, solo se demostró un teaser tráiler; no se confirmaron las plataformas en las que el juego iba a ser lanzado. Poco después del anuncio, un artículo fue presentado en el sitio web oficial de Marvel que confirma el desarrollo del juego; el artículo fue escrito desde el punto de vista de Deadpool, diciendo que él contrató a High Moon Studios para hacerle un juego. Antes del lanzamiento del juego, el diseñador jefe del juego reveló los fundamentos de la trama en una entrevista con IGN, diciendo que Deadpool ha tomado el estudio y está a cargo del desarrollo del juego. El juego fue creado usando la tecnología Unreal Engine 3 de Epic Games, que también potencia a Transformers: Fall of Cybertron.
Durante el panel de High Moon en la Comic-Con, se mostró una versión censurada del tráiler dos veces después de que un actor vestido como Deadpool apareció en el escenario con los desarrolladores. Otra campaña de marketing comenzó con carteleras tomando la apariencia de grafitis que cubren la publicidad de The Amazing Spider-Man, presumiblemente hecho por Deadpool para anunciar crudamente su videojuego. GameSpot más tarde publicó un anuncio del juego, con Deadpool dando un saludo de fiestas mientras le decía a la gente que reservara el juego, diciendo que sería lanzado en 2013.
Peter Della Penna reveló más tarde en un comunicado de prensa que Daniel Way había escrito la historia para el juego, trayendo su singular humor de Deadpool al título. Según Penna, "No estábamos planeando hacer un juego de Deadpool. Pero, Deadpool pasó por el estudio un día, dijo que iba a tomar el control, y que si no contrataba al escritor de Marvel Daniel Way pronto y hacía el videojuego más asombroso de Deadpool, nos rompería los brazos y nos golpearía a muerte con ellos. Tengo hijos, así que haremos el juego."

## Comercialización
High Moon Studios anunció un sorteo de "ver y ganar" que duró durante los Spike Video Game Awards, que se emitió el 8 de diciembre de 2012. El ganador del concurso sería llevado a High Moon Studios y aparecerá como un personaje en el videojuego Deadpool. El ganador aparece en el juego como un enemigo de cabeza grande única que Deadpool menciona que se suponía que iba a ser el repartidor de pizzas en el inicio del juego.[cita requerida] El ganador de este concurso fue Bill Salina, administrador de bases de datos de Atlanta, Georgia. Aparece como el personaje Lanzatormentas, quien, al ser atacado, nombra pizzas.

## Lanzamiento y disponibilidad
El juego fue lanzado para PlayStation 3, Windows y Xbox 360. Una lista completa de logros se filtró a través del distribuidor digital Steam. La página de clasificación ESRB también ha sido actualizada para incluir una versión para PC del juego.
Varias tiendas anunciaron reservas. GameStop e EBGames lanzaron el DLC del Mercenario con un paquete de mapas. También se añaden dos nuevos mapas, la Plaza GRT y Dentro de la Torre, al modo Desafío de Deadpool, y dos trajes adicionales, los trajes D-Pooly y Uncanny X-Force, solo para usar en el modo Infinito desbloqueable, donde las estadísticas se registran en una clasificación global.

### Extracción y puertos de octava generación
El 1 de enero de 2014, la licencia de Activision para crear juegos con personajes de cómics de Marvel expiró, lo que provocó que Deadpool y muchos otros títulos de Marvel Games publicados por Activision fueran eliminados de las tiendas en línea como Steam, PlayStation Network y Xbox Live. Activision ya no tenía derecho a crear contenido descargable, cartas coleccionables ni parches para el juego. A pesar de ello, el 15 de julio de 2015, Deadpool volvió a estar disponible para su compra en Steam para PC. El título dejó de estar disponible para su compra en la tienda de Steam el 16 de noviembre de 2017, pero los jugadores que lo compraron mientras estaba disponible aún pueden descargarlo y jugarlo a través del cliente de Steam.
El 31 de agosto de 2015, Activision anunció que remasterizarían el juego para PlayStation 4 y Xbox One. El juego se relanzó el 17 de noviembre en América del Norte y Australia, y el 20 de noviembre en el Reino Unido. Se desconoce cómo Activision recuperó los derechos para volver a publicar Deadpool, pero se cree que el relanzamiento se programó para ayudar a promocionar la entonces próxima película de Deadpool de 20th Century Fox, lanzada unos meses después de la versión de próxima generación del juego. Desde entonces, el juego ha sido nuevamente eliminado de la lista.

## Recepción
High Moon Studios mostró una demo temprana del videojuego a los periodistas en Gamescom 2012, donde el juego obtuvo una nominación para el Best of Show. Varios sitios web especializados en videojuegos escribieron impresiones positivas de la demo que se mostró en la Gamescom y la Electronic Entertainment Expo (E3), incluyendo también Joystiq y GameSpot.
Deadpool ha recibido críticas positivas a mixtas, alabando el humor, la historia original, y mantenerse fiel a los cómics, pero criticando el modo de juego repetitivo, los controles y el combate. Los sitios web de críticas GameRankings y Metacritic le dieron a la versión de Xbox 360 un 68.29% y 64/100, a la versión de PlayStation 3 un 65.41% y 60/100 y a la versión de PC un 64.29% y 64/100.